# 프로젝트 팻
패트릭 얼 휴스턴 (Patrick Earl Houston) (1973년 2월 8일 출생), 그의 스테이지 닉네임 프로젝트 펫 (Project Pat)은 미국 테네시 주 멤피스 출신의 미국 래퍼이다. 그는 스리 6 마피아의 공동 설립자인 쥬시 제이(Juicy J)의 형이다.
휴스턴은 이전에 힙합 그룹 더 케이즈(the Kaze)의 멤버였으며, 1998년 그룹에 참가 이후 앨범 "KamiKaze Timez Up"이 발매된 같은 해에 합류했다.

## 커리어

### 음악 경력의 시작,Ghetty Green
프로젝트 팻은 1990년대 초 DJ 폴과 함께 동생 주시 J의 초기 음반에 출연하면서 경력을 시작했다. 강도 혐의로 몇 년 동안 복역하고 녹음 씬에서 사라진 후, 그는 1999년 형의 레이블 Hypnotize Minds에서 발매된 솔로 앨범 Ghetty Green으로 재등장했다. 그는 주시 J와 DJ 폴의 그룹 스리 6 마피아의 소속 멤버가 되었고, 2000년 그룹의 히트 싱글 "Sippin' on Some Syrup"의 후크를 제공하면서 처음으로 주류적 관심을 받았다.

### 2000–2002:Mista Don't Play: Everythangs Workin그리고Layin' Da Smack Down
휴스턴은 그의 2번째 스튜디오 앨범인 Mista Don't Play: Everythangs Workin을 2013년 2월 13일에 발매했다. 싱글 "Chickenhead"와 "Don't Save Her" 음반은 BET와 MTV에 출연한 뮤직 비디오와 함께 전국적인 라디오 방송을 얻었다.
Mista Don't Play가 개봉된 직후 휴스턴은 교통정체 도중 자신의 차에서 무면허 총기가 발견되어 가석방 위반 혐의로 기소돼 징역 4년을 선고받았다. 그의 3번째 앨범 Layin' Da Smack Down은 2002년에 공개되었으며, "Make Dat Azz Clap"을 위해 만들어진 비디오가 등장하였다.

### 2002–2006: 발매, 그리고Crook by da Book: The Fed Story
2005년 출소한 후, 그는 Crook by da Book: The Fed Story를 출시 했으며, 빌보드 200 차트에서 64위를 찍었으며, 발매 첫 주에 약 4만 부가 팔렸다. 이 음반의 첫 번째 싱글은 DJ 폴과 주시 J가 참여한 "Good Gogly Moogly"였다.

### 2007–2011:Walkin' Bank Roll,Real Recognize Real&Loud Pack
휴스턴이 콜롬비아와의 거래에서 방출된 후, 그는 현재 E1로 알려진 코치(Koch)와 계약을 맺었다. 그의 다섯 번째 정규 앨범인 Walkin' Bank Roll은 2007년에 발매되었고 빌보드 200에서 45위로 데뷔했다.이 음반의 리드 싱글은 "Three 6 Mafia"가 피처링한 "Don't Call Me No Mo"였다.그의 여섯 번째 정규 음반 Real Recognize Real은 어소시에이션 레코드 레이블의 첫 번째 메이저 음반이었다. 이 음반에는 OJ 다 쥬스 (OJ da Juiceman)만이 피처링한 히트 싱글 〈Keep It Hood〉가 수록되었다. 이 음반은 발매 첫 주에 약 10,000장이 팔리면서 탑 랩 앨범 차트에서 8위로 데뷔했다. 2011년 7월 19일, 휴스턴은 7번째 정규 음반 Hypnotize Minds의 Loud Pack과 그의 새로운 레이블 프로젝트를 발매했다.

### 2012–현재: 믹스테잎과Mista Don't Play 2
2013년 3월 28일 휴스턴은 그의 다음 앨범의 제목을 Mista Don't Play 2라고 발표했다. 이 음반은 또한 E1 뮤직에 의해 발매될 것이며, 첫 번째 싱글은 "BeAG"이며, 주시 J가 고인이 된 도비 (Doe B)와 함께 참여한다. 주시 J 또한 앨범의 반 이상을 프로듀싱했다. 이 음반은 2015년 4월 14일 E1 뮤직에서 발매되었다.
2016년 8월 15일 휴스턴은 매트릭스 믹스테이프에 등장한  J. Sims song Visa에 출연했다. We're Going Worldwide, 5번째 컴필레이션으로, 매튜 릭스(Matthew Rix)가 발표했다. 그는 2017년 9월 8일에 발매된 M.O.B.라는 제목의 믹스테이프를 발표했다.
2021년 프로젝트 팻은 드레이크의 음반 Certified Lover Boy의 싱글 "Knife Talk"에 피처링되어 빌보드 핫 100에서 4위를 기록했다.

## 디스코그래피
- Ghetty Green (1999)
- Murderers & Robbers (2000)
- Mista Don't Play: Everythangs Workin (2001)
- Layin' da Smack Down (2002)
- Crook by da Book: The Fed Story (2006)
- Walkin' Bank Roll (2007)
- Real Recognize Real (2009)
- Loud Pack (2011)
- Mista Don't Play 2: Everythangs Money (2015)
- M.O.B. (2017)